# Pallacanestro maschile ai XIV Giochi panamericani
Il Campionato maschile di pallacanestro ai XIV Giochi panamericani si è svolto dal 2 al 7 agosto 2003 a Santo Domingo, nella Repubblica Dominicana, durante i XIV Giochi panamericani. La vittoria finale è andata alla nazionale brasiliana.

## Squadre partecipanti
- Argentina
- Brasile
- Canada
- Messico
- Porto Rico
- Rep. Dominicana
- Stati Uniti
- Uruguay

## Prima fase

### Girone A
| Squadra         | G | V | P | PF  | PS  | DP  |
| --------------- | - | - | - | --- | --- | --- |
| Brasile         | 3 | 3 | 0 | 271 | 227 | +44 |
| Rep. Dominicana | 3 | 2 | 1 | 239 | 247 | -8  |
| Canada          | 3 | 1 | 2 | 267 | 252 | +15 |
| Messico         | 3 | 0 | 3 | 209 | 260 | -41 |

### Risultati
| Santo Domingo 2 agosto 2003, ore 17:00   | Brasile | 92 – 78 (?, 48-38, ?) | Canada | J.P. Duarte Center |
| \| \| \| \| \| \| Punti \| 22 Barrett \| |         |                       |        |                    |
|                                          |         |                       |        |                    |
|                                          | Punti   | 22 Barrett            |        |                    |

| Santo Domingo 2 agosto 2003, ore 21:00                | Rep. Dominicana | 72 – 67 (?, 40-36, ?) | Messico | J.P. Duarte Center |
| \| \| \| \| \| Martínez 23 \| Punti \| 27 Quintero \| |                 |                       |         |                    |
|                                                       |                 |                       |         |                    |
| Martínez 23                                           | Punti           | 27 Quintero           |         |                    |

| Santo Domingo 3 agosto 2003, ore 15:00                 | Brasile | 87 – 72 (?, 43-48, ?) | Messico | J.P. Duarte Center |
| \| \| \| \| \| Giovannoni 20 \| Punti \| 20 Benítez \| |         |                       |         |                    |
|                                                        |         |                       |         |                    |
| Giovannoni 20                                          | Punti   | 20 Benítez            |         |                    |

| Santo Domingo 3 agosto 2003, ore 21:00             | Rep. Dominicana | 90 – 88    | Canada | J.P. Duarte Center |
| \| \| \| \| \| Payano 24 \| Punti \| 21 Barrett \| |                 |            |        |                    |
|                                                    |                 |            |        |                    |
| Payano 24                                          | Punti           | 21 Barrett |        |                    |

| Santo Domingo 4 agosto 2003, ore 17:00 | Canada | 101 – 70 | Messico | J.P. Duarte Center |

| Santo Domingo 4 agosto 2003, ore 21:00 | Brasile | 92 – 77 (?, 48-48, ?) | Rep. Dominicana | J.P. Duarte Center |

### Girone B
| Squadra     | G | V | P | PF  | PS  | DP  |
| ----------- | - | - | - | --- | --- | --- |
| Porto Rico  | 3 | 2 | 1 | 242 | 249 | -7  |
| Stati Uniti | 3 | 2 | 1 | 239 | 237 | +2  |
| Uruguay     | 3 | 1 | 2 | 228 | 244 | -16 |
| Argentina   | 3 | 1 | 2 | 252 | 231 | +21 |

### Risultati
| Santo Domingo 2 agosto 2003, ore 15:00                | Porto Rico | 89 – 72      | Uruguay | J.P. Duarte Center |
| \| \| \| \| \| Apodaca 21 \| Punti \| 19 Mazzarino \| |            |              |         |                    |
|                                                       |            |              |         |                    |
| Apodaca 21                                            | Punti      | 19 Mazzarino |         |                    |

| Santo Domingo 2 agosto 2003, ore 19:00 | Stati Uniti | 80 – 79 (25-24, 40-44, 59-57) | Argentina | J.P. Duarte Center |
| \| \| \| \| \| Hayes 17 \| Punti \| \| |             |                               |           |                    |
|                                        |             |                               |           |                    |
| Hayes 17                               | Punti       |                               |           |                    |

| Santo Domingo 3 agosto 2003, ore 17:00                 | Uruguay | 84 – 81 (20-18, 42-41, 63-65) | Argentina | J.P. Duarte Center |
| \| \| \| \| \| Mazzarino 26 \| Punti \| 17 González \| |         |                               |           |                    |
|                                                        |         |                               |           |                    |
| Mazzarino 26                                           | Punti   | 17 González                   |           |                    |

| Santo Domingo 3 agosto 2003, ore 19:00             | Porto Rico | 86 – 85 (20-24, 49-45, 68-68) | Stati Uniti | J.P. Duarte Center |
| \| \| \| \| \| Arroyo 24 \| Punti \| 16 Barrett \| |            |                               |             |                    |
|                                                    |            |                               |             |                    |
| Arroyo 24                                          | Punti      | 16 Barrett                    |             |                    |

| Santo Domingo 4 agosto 2003, ore 15:00                | Stati Uniti | 74 – 72 (27-21, 42-36, 59-59) | Uruguay | J.P. Duarte Center |
| \| \| \| \| \| Johnson 17 \| Punti \| 23 Mazzarino \| |             |                               |         |                    |
|                                                       |             |                               |         |                    |
| Johnson 17                                            | Punti       | 23 Mazzarino                  |         |                    |

| Santo Domingo 4 agosto 2003, ore 21:00   | Argentina | 92 – 67 (20-21, 55-31, 80-43) | Porto Rico | J.P. Duarte Center |
| \| \| \| \| \| \| Punti \| 13 Apodaca \| |           |                               |            |                    |
|                                          |           |                               |            |                    |
|                                          | Punti     | 13 Apodaca                    |            |                    |

## Seconda fase

### Finali 1º - 3º posto
|  | Semifinali      | Semifinali      | Semifinali      |                 |         | Finale 1º posto | Finale 1º posto | Finale 1º posto |  |
|  |                 |                 |                 |                 |         |                 |                 |                 |  |
|  | Brasile         | Brasile         | 92              |                 |         |                 |                 |                 |  |
|  | Brasile         | Brasile         | 92              |                 |         |                 |                 |                 |  |
|  | Stati Uniti     | Stati Uniti     | 80              |                 |         |                 |                 |                 |  |
|  | Stati Uniti     | Stati Uniti     | 80              |                 | Brasile | Brasile         | 89              |                 |  |
|  |                 |                 |                 |                 | Brasile | Brasile         | 89              |                 |  |
|  |                 |                 | Rep. Dominicana | Rep. Dominicana | 62      |                 |                 |                 |  |
|  | Rep. Dominicana | Rep. Dominicana | Rep. Dominicana | Rep. Dominicana | 62      | 79              |                 |                 |  |
|  | Rep. Dominicana | Rep. Dominicana |                 |                 |         | 79              |                 |                 |  |
|  | Porto Rico      | Porto Rico      | 65              |                 |         | Finale 3º posto | Finale 3º posto | Finale 3º posto |  |
|  | Porto Rico      | Porto Rico      | 65              |                 |         |                 |                 |                 |  |
|  |                 |                 |                 |                 |         |                 |                 |                 |  |
|  |                 |                 |                 |                 |         | Stati Uniti     | Stati Uniti     | 70              |  |
|  |                 |                 |                 |                 |         | Stati Uniti     | Stati Uniti     | 70              |  |
|  |                 |                 |                 |                 |         | Porto Rico      | Porto Rico      | 76              |  |

### Finali 5º - 7º posto
|  | Semifinali 5º/8º posto | Semifinali 5º/8º posto | Semifinali 5º/8º posto |         |           | Finale 5º posto | Finale 5º posto | Finale 5º posto |  |
|  |                        |                        |                        |         |           |                 |                 |                 |  |
|  | Canada                 | Canada                 | 86                     |         |           |                 |                 |                 |  |
|  | Canada                 | Canada                 | 86                     |         |           |                 |                 |                 |  |
|  | Argentina              | Argentina              | 88                     |         |           |                 |                 |                 |  |
|  | Argentina              | Argentina              | 88                     |         | Argentina | Argentina       | 90              |                 |  |
|  |                        |                        |                        |         | Argentina | Argentina       | 90              |                 |  |
|  |                        |                        | Messico                | Messico | 95        |                 |                 |                 |  |
|  | Messico                | Messico                | Messico                | Messico | 95        | 95              |                 |                 |  |
|  | Messico                | Messico                |                        |         |           | 95              |                 |                 |  |
|  | Uruguay                | Uruguay                | 86                     |         |           | Finale 7º posto | Finale 7º posto | Finale 7º posto |  |
|  | Uruguay                | Uruguay                | 86                     |         |           |                 |                 |                 |  |
|  |                        |                        |                        |         |           |                 |                 |                 |  |
|  |                        |                        |                        |         |           | Canada          | Canada          | 83              |  |
|  |                        |                        |                        |         |           | Canada          | Canada          | 83              |  |
|  |                        |                        |                        |         |           | Uruguay         | Uruguay         | 52              |  |

### Semifinali 5º - 8º posto
| Santo Domingo 6 agosto 2003, ore 9:00 | Argentina | 88 – 86 | Canada | J.P. Duarte Center |

| Santo Domingo 6 agosto 2003, ore 11:00 | Messico | 95 – 86 | Uruguay | J.P. Duarte Center |

### Semifinali
| Santo Domingo 6 agosto 2003, ore 19:00  | Brasile | 92 – 80   | Stati Uniti | J.P. Duarte Center |
| \| \| \| \| \| \| Punti \| 18 Okafor \| |         |           |             |                    |
|                                         |         |           |             |                    |
|                                         | Punti   | 18 Okafor |             |                    |

| Santo Domingo 6 agosto 2003, ore 21:00                       | Rep. Dominicana | 79 – 65 (23-18, 37-25, 51-42) | Porto Rico | J.P. Duarte Center |
| \| \| \| \| \| Martínez, Western 18 \| Punti \| 16 Arroyo \| |                 |                               |            |                    |
|                                                              |                 |                               |            |                    |
| Martínez, Western 18                                         | Punti           | 16 Arroyo                     |            |                    |

### Finale 7º - 8º posto
| Santo Domingo 7 agosto 2003, ore 9:00 | Canada | 83 – 52 | Uruguay | J.P. Duarte Center |

### Finale 5º - 6º posto
| Santo Domingo 7 agosto 2003, ore 11:00 | Messico | 95 – 90 (27-21, 41-46, 62-65) | Argentina | J.P. Duarte Center |

### Finale 3º - 4º posto
| Santo Domingo 7 agosto 2003, ore 19:00            | Porto Rico | 76 – 70 (24-16, 48-27, 60-51) | Stati Uniti | J.P. Duarte Center |
| \| \| \| \| \| Arroyo 23 \| Punti \| 12 Gordon \| |            |                               |             |                    |
|                                                   |            |                               |             |                    |
| Arroyo 23                                         | Punti      | 12 Gordon                     |             |                    |

### Finale 1º - 2º posto
| Santo Domingo 7 agosto 2003, ore 21:00                | Brasile | 89 – 62 (30-10, 44-31, 68-43) | Rep. Dominicana | J.P. Duarte Center (13.000 spett.) |
| \| \| \| \| \| Giovannoni 20 \| Punti \| 13 Morbán \| |         |                               |                 |                                    |
|                                                       |         |                               |                 |                                    |
| Giovannoni 20                                         | Punti   | 13 Morbán                     |                 |                                    |

## Classifica finale
| Pos. | Squadra         | Formazione |
| ---- | --------------- | --- |
|      | Brasile         | BrasileMarcelinho, Arnaldinho, Dedé, Valtinho, Murilo, Demétrius, Alex, Anderson, Guilherme, Tiago, André Bambu, Renato, All. Lula Ferreira               |
|      | Rep. Dominicana | Rep. DominicanaVargas, Western, Payano, Paniagua, Ramírez, Pichardo, Filión, Flores, Martínez, Morbán, Greer, García, All. Héctor Báez                    |
|      | Porto Rico      | Porto RicoApodaca, Arroyo, Ayuso, Fajardo, Hatton, Látimer, Rivera, D. Santiago, O. Santiago, Carmona, Ramos, Dalmau, All. Julio Toro                     |
| 4.   | Stati Uniti     | Stati Uniti4 Barrett, 5 Gordon, 6 Hill, 7 Mouton, 8 Stepp, 9 Jackson, 10 Childress, 11 Paulding, 12 Hayes, 13 Diogu, 14 Johnson, 15 Okafor, All. Tom Izzo |
| 5.   | Messico         | MessicoNorwood, Parada, Meza, Llamas, López, Benítez, Mariscal, Quintero, Ávila, Zúñiga, Rochín, Crouse, All. Guillermo Vecchio                           |
| 6.   | Argentina       | ArgentinaGonzález, Lábaque, Prato, Leiva, Quinteros, Mázzaro, Prigioni, Pelletieri, Alba, Guaita, Cavaco, Sandes, All. Fernando Duró                      |
| 7.   | Canada          | CanadaNohr, Barrett, Karangwa, Newton, Swords, Thomas, Young, Guarasci, Francis, Kwiatkowski, Mendez, King, All. Jay Triano                               |
| 8.   | Uruguay         | UruguayPérez, Leguizamón, Páez, Mazzarino, Muro, Taboada, Aguiar, Owens, García Morales, Szczygielski, Silveira, Batista, All. Néstor García              |